# Dactyloidae
Dactyloidae é uma família de répteis do clado Iguania. Está distribuída na América do Sul, Central e Caribe. O complexo Anolis estava classificado na família Polychrotidae, mas estudos moleculares demonstraram que Anolis e Polychrus não estão relacionados, separando os em famílias distintas.
Em 2012 o gênero Anolis, até então o único da família foi subdividido em oito gêneros:
- Dactyloa Wagler, 1830
- Deiroptyx Fitzinger, 1843
- Xiphosurus Fitzinger, 1826
- Chamaelinorops Schmidt, 1919
- Audantia Cochran, 1934
- Anolis Daudin, 1802
- Ctenonotus Fitzinger, 1843
- Norops Wagler, 1830

Entretanto essa subdivisão tem sido contestada.